# Gregorio Martínez (pintor)

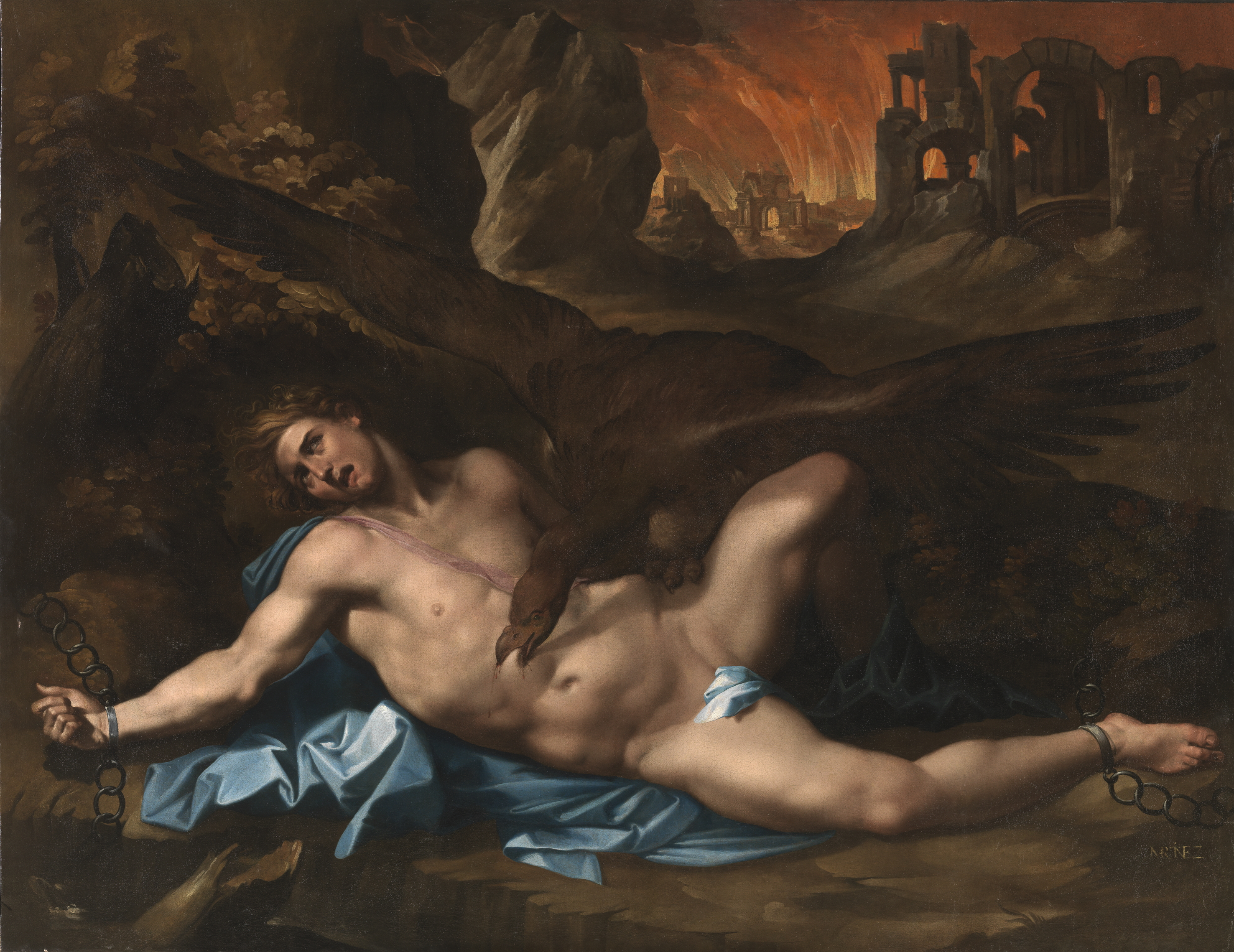
Prometeo encadenado, óleo sobre lienzo (173 × 233 cm), hacia 1590, Museo Nacional del Prado, Madrid.

Gregorio Martínez (Valladolid, 1547-1598) fue un pintor manierista español, miembro de una extensa familia de artistas, cuya pintura puede caracterizarse por la precisión del dibujo.

## Biografía y obra

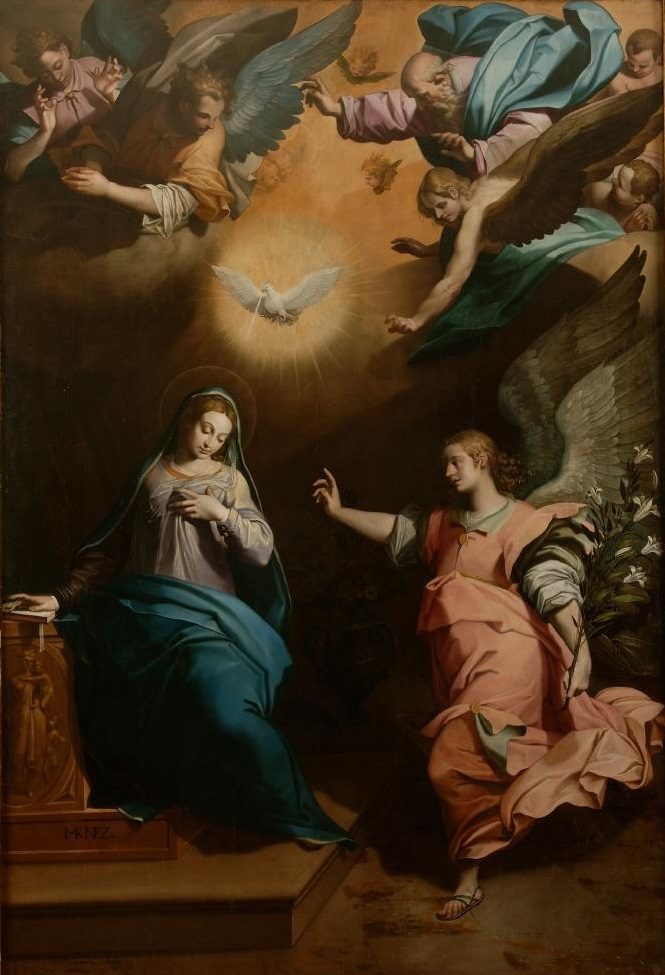
Anunciación (315 × 216 cm), 1596, Museo Nacional de Escultura, Valladolid.

Fue hijo de Francisco Martínez el Viejo y de Francisca de Espinosa, y hermano menor del también pintor Matías de Espinosa. El acusado italianismo de su pintura podría explicarse por su relación con el pintor florentino Benito Rabuyate, establecido en Valladolid con un importante número de estampas y dibujos de esa procedencia —como acredita su testamento— además de por su conocimiento de la pintura guardada en el Monasterio de El Escorial, a donde acudió para tasar las pinturas de Pellegrino Tibaldi y Federico Zuccaro.
En 1565, con tan sólo 18 años, Gregorio Martínez participó en las decoraciones efímeras erigidas con motivo de la entrada en Valladolid de la reina Isabel de Valois, para las que su hermano mayor, Matías de Espinosa, se había comprometido a realizar, junto con Benito Rabuyate y Antonio de Ávila, las pinturas que debían adornar la Puerta del Campo y, en solitario, las del arco de la Costanilla. Esa relación con Rabuyate y su temprana participación en los mencionados festejos, donde entre otras historias y motivos mitológicos debían figurar las pinturas de Júpiter sobre un águila y de las Tres Gracias, permite explicar la presencia en su menguada obra conocida de un Prometeo encadenado, firmado, que se incorporó en 2011 a la colección del Museo del Prado. En su composición Martínez se inspiró en uno de los dibujos que Miguel Ángel regaló a Tommaso Cavalieri (ahora conservado en el Castillo de Windsor), donde Prometeo, el héroe mitológico que había robado en beneficio del hombre el fuego de Zeus, o quizá Ticio en el dibujo del artista florentino, yacía encadenado a una roca en tanto un águila le devoraba permanentemente el hígado. Martínez hubo de conocer la composición de Miguel Ángel por un grabado que la reproduce, debido a Nicolas Béatrizet.
Rasgos italianizantes se advierten también en una Sagrada Familia del Museo Lázaro Galdiano y en la Sagrada Familia con san Francisco de Asís y la Magdalena, antes en la colección Chiloeches, tratada a la manera de una sacra conversazione, así como en la mejor conocida de sus obras: la Anunciación de la capilla del banquero Fabio Nelli, actualmente conservada en el Museo Nacional de Escultura de Valladolid, obra para la que Martínez se sirvió de una estampa de Giovanni Battista Franco, de suave miguelangelismo, y que fue muy valorada ya por los viajeros Antonio Ponz e Isidoro Bosarte junto con las pinturas al fresco que la acompañaban en el convento de los Agustinos de Valladolid. De similares características es la tabla firmada que representa a la Virgen del Rosario con el Niño Jesús, santo Domingo de Guzmán y santa Catalina de Siena, adquirida por el Museo de Bellas Artes de Bilbao en subasta celebrada en Madrid en julio de 2024.
Casado con Baltasara Ordóñez, fue padre de Francisco, Marcelo y Luis Martínez de Espinosa, al menos los dos primeros también pintores.